# Lepší pozdě nežli později
Lepší pozdě nežli později (v originále Something's Gotta Give) je americký hraný film z roku 2003, který režírovala Nancy Meyers podle vlastního scénáře.

## Děj
Harry Sanborn je stárnoucí hudební producent, který tráví svůj dosavadní život jen v krátkodobých vztazích. Jeho poslední objev je mladá Marin, která s ním jede do plážového domu své matky v Hamptons, kde chtějí stráví svůj první víkend. Jsou zde neočekávaně překvapeni Marinou matkou Ericou, divadelní dramatičkou a její sestrou Zoe, ale rozhodnou se strávit víkend všichni společně. Hned první večer Harry utrpí srdeční infarkt a musí být odvezen do nemocnice. Tam ženy narazí na mladého lékaře Juliana Mercera, který je obdivovatelem divadelních her Ericy. Harry odmítá zůstat v nemocnici a tak stráví několik dní v domě na pláži v péči Ericy. Po několika dnech se Harry rozejde s Marin. Julian využívá návštěv pacienta k tomu, aby se sblížil s Ericou. Také Harry se chce přiblížit dramatičce a při dočasném soužití se mezi nimi vyvine vztah. Ale poté, co se Harry zotaví, ho Erica uvidí s mnohem mladší ženou v restauraci a tak se s ním rozejde. Odděluje se od Harryho, který se na ni nechce vázat a zpracuje své pocity v romantické divadelní komedii. Do jejího života opět vstoupí Julian. O šest měsíců dojde ke společnému setkání v Paříži. Julian a Erica slaví v restauraci její narozeniny a objeví se zde i Harry, který je požádán, aby zůstal. V průběhu společného večera se ukazuje, že mezi ním a Ericou je víc než jen přátelství. Uznává to i Julian, který jim dá čas, aby si uvědomili své pocity. Harry nakonec Erice přizná svou lásku.

## Obsazení
| Jack Nicholson       | Harry Sanborn |
| Diane Keatonová      | Erica Barry   |
| Keanu Reeves         | Julian Mercer |
| Amanda Peet          | Marin         |
| Frances McDormandová | Zoe Barry     |

## Ocenění
Diane Keatonová obdržela za svůj výkon Zlatý glóbus za nejlepší ženský herecký výkon v komedii a byla nominována na cenu Oscar za nejlepší herečku v hlavní roli. Jack Nicholson byl nominován na Zlatý glóbus.